# لیاسکووو (استان بورگاس)
لیاسکووو (به بلغاری: Lyaskovo) یک منطقهٔ مسکونی در بلغارستان است که در آیتوس واقع شده‌است.